# Майк Кенні
Майк Кенні, MBE (народився 30 січня 1945) — британський плавець. Він виграв 16 золотих медалей і дві срібні на чотирьох Паралімпійських іграх, що зробило його другим найуспішнішим британським паралімпійцем  усіх часів. Він двічі зберігав свої золоті медалі у трьох змаганнях з плавання, побивши численні світові рекорди.

## Життєпис
Майкл Джозеф Кенні народився 30 січня 1945 року. Кенні був інженером в атомній енергетиці, і в 1971 році, працюючи на зміні як послуги для друга, він упав з драбини, на якій працював на металевій установці. Він приземлився на п’яти метрів, і сила була спрямована прямо вгору по хребту до шиї, спричинивши незворотні пошкодження та паралізувавши його. Він почав плавати як частина процесу відновлення.
Під час змагань на Паралімпійських іграх у Торонто 1976 року Кенні жив у одній кімнаті з майбутнім президентом Міжнародного паралімпійського комітету (IPC) Філіпом Крейвеном у канадському Йоркському університеті, де проживали британські спортсмени.  Він не відвідував Йоркський університет у Великій Британії, як це часто помилково стверджують.

Кенні є одним із найуспішніших британських паралімпійців, завоювавши 16 особистих золотих медалей і дві срібні медалі в командній естафеті. Його досягнення не були повністю визнані в той час, оскільки IPC і Британська паралімпійська асоціація були створені лише в 1989 році, а результати були зібрані лише після того, як Кенні завершив кар'єру. Гонщиця на інвалідному візку Танні Грей-Томпсонутримувала титул найуспішнішого британського паралімпійця, поки не стало відомо про успіхи Кенні. Щодо Грей-Томпсон Кенні сказав:
«Хочу припустити, що я роздратований, тому що вона має всю славу. Але це неправда. Вона є розгромним послом Паралімпійського руху, і я ніколи в житті не сперечався з нею».
З 1993 року Кенні був місцевим суддею в Солфорді, Великий Манчестер. Спочатку він подав заяву на посаду у магістраті після того, як пішов зі спорту у 1988 році, але йому довелося чекати чотири роки, поки встановили безступінчастий доступ до будівлі. 7 листопада 1989 року в Букінгемському палаці Кенні отримав диплом MBE за свої заслуги у паралічному спорті.

### Результати у плаванні
У 1973 році Кенні почав змагатися на національному рівні, взявши участь у своїй першій Паралімпіаді в 1976 році в Торонто. Брав участь у трьох видах плавання на дистанції 25 метрів класу 1A (на спині, брасом і вільним стилем), вигравши золото в кожному з них і встановивши світовий рекорд у плаванні вільним стилем і на спині.    Він захистив усі три титули в 1980 році і знову побив світові рекорди у вільному стилі та плаванні на спині.    У 1984 році він знову виграв золото в цих трьох видах, побивши світові рекорди в кожному. Він також виграв 3 ×  25 м індивідуального комплексного плавання та і був частиною естафетної команди Великої Британії, яка виграла срібло у вільному плаванні 3 × 25 м.  Він повторив свій успіх у 1988 році, вигравши п'ять особистих золотих медалей і срібну медаль в естафеті, але не покращив свій час і завершив спортивну кар'єру з плавання після Ігор.